# Tennó no rjóriban
A Tennó no rjóriban (天皇の料理番; Hepburn: Tennō no Ryōriban), angol címén a The Emperor's Cook 2015-ben a TBS csatornán bemutatott japán történelmi televíziós sorozat Szató Takeru címszereplésével. A sorozatot Szugimori Hiszahide azonos című regényéből adaptálták, mely egy valós személy, Akijama Tokuzó császári szakács életét követi nyomon. A sorozatot a közönség jól fogadta, sávjában a legmagasabb nézettséggel vetítették.

## Cselekmény
Akijama Tokuzó egy minden lében kanál, léhűtő 16 éves fiatalember, aki vidéken él. Hirtelen felindulásból választ magának szakmákat, melyeket aztán nagyon hamar megun és felad. Családja sokat bosszankodik a viselkedése miatt, ezért egy kereskedőcsaládba házasítják be, remélve, hogy a házasságtól benő a feje lágya. Tokuzó egy nap élelmiszert szállít ki a hadsereg helyi laktanyájának konyhájába, ahol a séf megismerteti egy sosem látott nyugati étellel, a tonkacuval (rántott hús). Tokuzót lenyűgözi a nyugati ételek világa, újra és újra elszökik a munkából, hogy a séfnek segédkezzen. Mikor a családja rájön, mit csinál és eltiltják a főzéstől, Tokuzó elhagyja feleségét és Tokióba szökik, hogy egy rendes nyugati étteremben tanulhassa ki a szakácsmesterséget. A léhűtő fiú most először érzi úgy, hogy megtalálta a hivatását, és hatalmas akaraterővel küzdi végig magát a ranglétrán és a megpróbáltatásokon, beleértve az ázsiaiakkal szembeni európai előítéleteket, hogy egy neves francia konyhán tanulhasson. Akijama Tokuzó 25 évesen lett a japán császár főszakácsa.

## Szereplők
- Szató Takeru (佐藤 健) mint Akijama Tokuzó (秋山 篤蔵), a japán császár mesterszakácsa
- Kuroki Haru (黒木華) mint Takahama Tosiko (高浜 俊子), Tokuzó felesége
- Kiritani Kenta (桐谷健太) mint Macui Sintaró (松井 新太郎)
- Emoto Taszuku (柄本 佑) mint Jamagami Tacukicsi (山上 辰吉)
- Takaoka Szaki (高岡 早紀) mint Morita Ume (森田 梅)
- Vakui Emi (和久井 映見) mint Teimei császárné
- Kadzsihara Zen (梶原 善) mint Hirohito császár
- Szuzuki Rjóhei (鈴木 亮平) mint Akijama Sútaró (秋山 周太郎), Tokuzó bátyja
- Itó Hideaki (伊藤 英明) mint Tanabe Júkicsi (田辺 祐吉) séf a hadseregben
- Sapphira Van Doorn mint Françoise

## Forgatás
A sorozatot több helyszínen forgatták, többek között Fukusimában, Ibarakiban, Kóbéban, Okajamában és Párizsban. Szató Takerunak nem volt dublőre, a forgatást megelőzően szakácsiskolában tanult, hogy hitelesen alakíthassa Akijamát a konyhai jelenetekben is.

## Díjak és elismerések
| Díj                              | Dátum             | Kategória                    | Jelölés        | Eredmény |
| -------------------------------- | ----------------- | ---------------------------- | -------------- | -------- |
| Tokiói Nemzetközi Drámafesztivál | 2015. október 21. | Nagydíj                      |                | Elnyerte |
| Tokiói Nemzetközi Drámafesztivál | 2015. október 21. | Legjobb színész              | Szató Takeru   | Elnyerte |
| Tokiói Nemzetközi Drámafesztivál | 2015. október 21. | Legjobb színésznő            | Kuroki Haru    | Elnyerte |
| Tokiói Nemzetközi Drámafesztivál | 2015. október 21. | Legjobb férfi mellékszereplő | Szuzuki Rjóhei | Elnyerte |
| Hashida Awards                   | 2016. május 10.   | Legjobb színész              | Szató Takeru   | Elnyerte |
| Hashida Awards                   | 2016. május 10.   | Legjobb férfi mellékszereplő | Szuzuki Rjóhei | Elnyerte |
| Hashida Awards                   | 2016. május 10.   | Legjobb televíziós sorozat   |                | Elnyerte |